# Pituophis catenifer
Pituophis catenifer är en ormart som beskrevs av Blainville 1835. Pituophis catenifer ingår i släktet Pituophis och familjen snokar. IUCN kategoriserar arten globalt som livskraftig.

## Utseende
Pituophis catenifer blir med svans 90 till 200 cm lång. Den har en ganska tjock bål. Ormen har en gulaktig grundfärg och större svarta eller bruna fläckar på ovansidan. Fläckarna på ryggens topp är ofta störst och fläckarna på sidorna mindre. Undersidans grundfärg är ljusbrun till krämfärgad. Lite mörkare eller blekröda fläckar formar rader.

## Utbredning
Arten förekommer i södra Kanada, centrala och västra USA samt norra Mexiko. Honor lägger ägg. Habitatet utgörs av gräsmarker på sandig grund och dessutom besöks jordbruksmark.

## Ekologi
Individerna är aktiva på dagen eller under skymningen. Pituophis catenifer kan gräva jordhålor och den har förmåga att klättra. Den jagar gnagare, kaniner, andra små däggdjur, små fåglar, ödlor och leddjur. Dessutom ingår ägg i födan. Ormen kväver sina byten genom att ringla sin kropp kring bytet. Under vintern stannar arten i det underjordiska boet.
Exemplar som känner sig hotade visslar, gör utfall med huvudet och darrar med svansen. Om en människa tar Pituophis catenifer i handen biter ormen. Bitet är smärtsamt men inte giftigt.
Ibland förekommer strider mellan hanar om rätten att para sig. Efter parningen lägger honan 2 till 24 ägg som ofta göms i underjordiska bon av däggdjur. Honan lägger upp till två gånger ägg under den varma årstiden. Äggen kläcks efter 50 till 60 dagar och de nykläckta ungarna är 20 till 40 cm långa. Flera ungar äter ingenting under första hösten och vintern.

## Underarter
Arten delas in i följande underarter:
- P. c. affinis
- P. c. annectens
- P. c. bimaris
- P. c. catenifer
- P. c. coronalis
- P. c. deserticola
- P. c. fulginatus
- P. c. insulanus
- P. c. pumilis
- P. c. sayi
- P. c. vertebralis